# برگ‌پوش نقاب‌آبی
برگ‌پوش نقاب‌آبی (نام علمی: Chloropsis venusta) نام یک گونه از خانواده برگ‌پوش است.